# 上昇婚

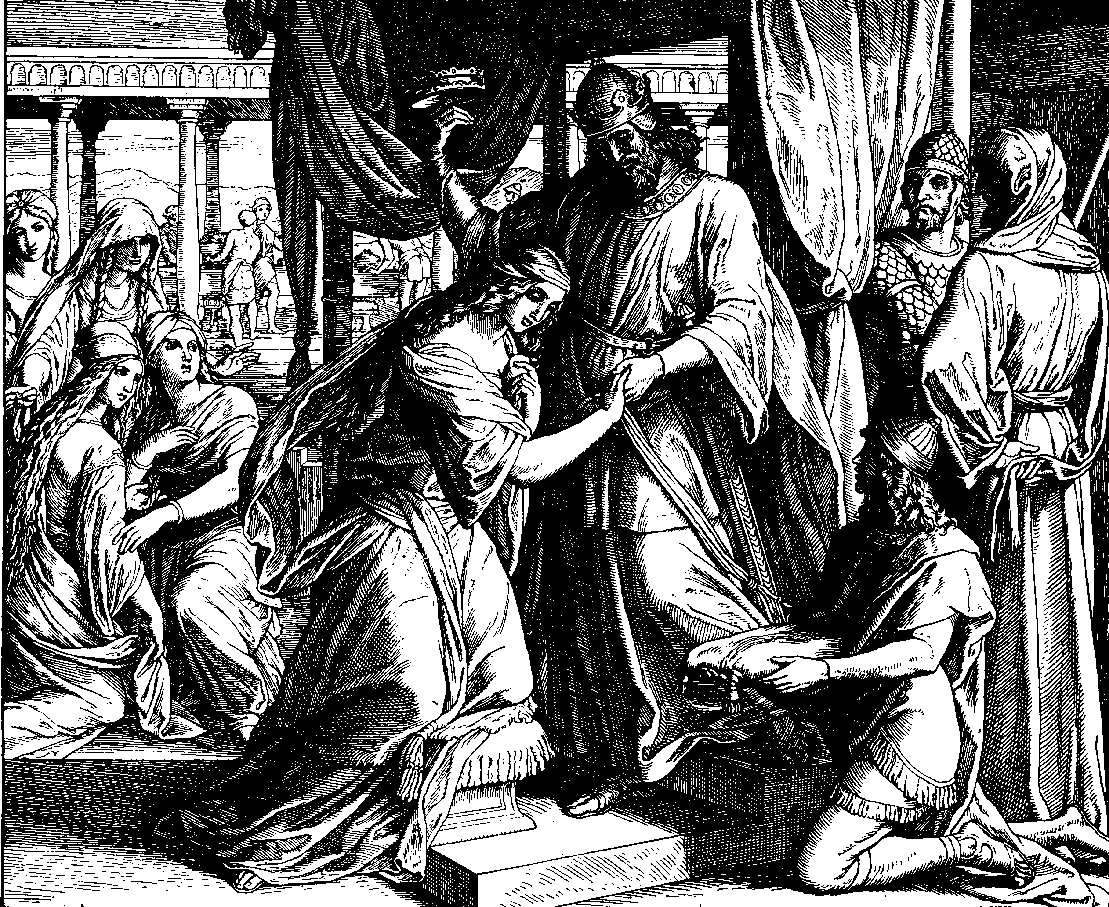
旧約聖書で記載されているペルシャ王の妃となるエステルが王冠を戴いている様子の木版画(ユリウス・シュノル・フォン・カロルスフェルトが1851- 1860年製作)。

上昇婚（じょうしょうこん）(英:hypergamy)は、自分又は自分の両親・家柄よりも高い階級・社会的地位・高学歴、あるいは高収入の異性の者と結婚・結婚希望する行為や傾向を示す言葉である。主に女性の多数派に見られるため、基本的に女性が自分の両親よりも高い社会的地位や経済力のある男性と結婚しようとする通婚上の慣行を意味する用語。「上方婚」・「ハイパーガミー」とも言われ、口語で「玉の輿にのる」とも言われる。「ハイパーガミー」という英語は、インド亜大陸でサンスクリット語の 「アヌロマ（高位結婚）」 と 「プラティロマ（低位結婚）」 が記述されていた古典的なヒンドゥー教の法律書を19世紀に翻訳した際に造語された。 
現代では上昇婚は本来の学術的用語としての意味を離れて、自分(や親)の学歴あるいは収入よりも高い異性と結婚するという意味で使われることもある。
家族社会学者の山田昌弘によると、自分の父越えの社会的・経済的地位を持つ男性と結婚出来た女性にとっては、ハイパーガミーでの結婚が「生まれ変わり」に相当すると述べている。社会学者の赤川学はハイパーガミー（女性の上昇婚指向）を「結婚相手となるべき女性が、自分よりも経済的・社会的に有利な地位を持つと期待される男性との結婚を求める傾向」と定義している。
なお、同じ不等婚であるが、対義語である「下方婚」又は「下降婚」は逆に自分や両親よりも社会的階級や地位が低い人、低学歴、あるいは低収入の異性と結婚することを意味し、ハイポガミー(英hypogamy)とも言われる。

## 女性の配偶者選択の傾向・上昇婚姿勢を示す統計や事例

### 女性の配偶者選択におけるハイパーガミー傾向
赤川の定義のように、女性が自分よりも経済的・社会的に有利な地位を持つと期待される男性との結婚を求める傾向を上昇婚指向とすると、一般に配偶者選択の際に男性よりも選り好みを行う女性の性質が関係していると考えられ、実際に女性が男性よりも選り好みをすることはいくつかの調査から明らかになっている。
- 世界中の数十カ国で行われた配偶者選択の研究によると、男性は若くて魅力的な女性を好む傾向があり、女性は裕福で、教養があり、野心的で魅力的な男性を好む傾向がある[13]。進化心理学者は、これは性選択から生じる固有の性差であり、男性は健康な赤ん坊を産む女性を求め、女性は家族の生存に必要な資源を提供できる男性を求めていると主張する[14]。
- タウンゼント(1989)は医学生を対象に、結婚相手の可能性がどのように変化したかについての認識を調査した。女性では85%が「自分の地位が上がるにつれて、受け入れてくれるパートナーの数が減っていく」と回答したのに対し、男性では90%が「私の地位が上がるにつれて、受け入れてくれるパートナーの数が増えてくる」と回答している [15] :246。
- ギルス・セントポール(2008)は、数学的モデルに基づいて、女性の上昇婚は、女性が一夫一婦制(生殖率が遅く生殖可能な範囲が限られているため)によって配偶機会コストを大きく失っているために起こり、そのため、この結婚コストを補償しなければならないと主張した。結婚は、親からの投資がないにもかかわらず、遺伝的により質の高い男性による受精の可能性を排除することによって、子供の全体的な遺伝的質を低下させる。しかし、この減少は、遺伝的に質の低い夫によるより高いレベルの親からの投資の増加によって相殺されることも考えられる[16]。
- ある実証研究では、性比が非常に偏っている(男性646人、女性1,000人)イスラエルのオンラインデートサービス加入者の配偶者選択に関する調査がある。この偏った性比にも関わらず、「教育と社会経済的地位については、女性は平均してより高い上昇婚的選択性を表している。彼女たちはこれらの特徴において自分より優れている配偶者を好む。一方、男性は身体的な魅力に基づいた上昇婚に似たものを求めている。自分よりも外見的な魅力の尺度で上位にランクされる配偶者を望んでいる」という調査結果が見出された [17] :51。
- アメリカのオンラインデートサービスのOkキューピッドを利用した調査によると、女性に対する男性の評価は対称ベータ分布の曲線からわずか6%しかずれておらず[18]、データ上は男性が女性の外見に対して非現実的な期待をしているわけではなく、女性と比べると異性の外見への評価はかなり寛容である[18]。女性が男性を評価した場合、1-5点の前半4分の1に集中しており、絶対値の「平均点以上」は6人に1人しかいない[18]。このことを著者のクリスチャン・ラダーはわかりやすく表現するために評価の対象をIQに例えて、女性は男性の58%は頭脳に問題あり(男性の58%はIQが85未満)と思っていることになると表現している[19]。この偏りは、Okキューピッドに似たサービスであるTinder、マッチ・ドットコム、デートファックアップでも同じものが確認された[19]。
- 国立社会保障・人口問題研究所が行った第15回出生動向基本調査（結婚と出産に関する全国調査）における「（３）結婚相手に求める条件 『図表I-3-4 調査別にみた､結婚相手の条件として考慮・重視する割合の推移』」では、学歴、職業、経済力、人柄、容姿、趣味、仕事への理解、家事・育児といった項目に関して、1997年、2002年、2010年、2015年にわたる推移が掲載されているが、結婚相手の条件で重視する点に関して、容姿の項目だけは男性が女性の割合を超えるが、その他のすべての項目では男性よりも女性が重視する割合がいずれも高い[20]。
- ミネソタ大学による37の文化圏の男女を対象に調査したところ、女性は自分よりも優れた条件を持つ男性を選ぼうとする傾向が示された。女性の75%は自国の平均を上回る「社会的・経済的地位を持つ男性」と結婚することを望んだ。更に研究によると、パートナーを選ぶ時に女性の方が男性よりも厳しく慎重なことが判明している[6]。

比較的に男女平等な社会では、若い女性は時に権力のある年配の男性とパートナーを組むことがあるというのが一般的に受け入れられている。一般的な原則では、高齢の男性は若い男性よりも富と地位を獲得する時間が長く、平均して富裕で地位も高いためである。

### 下降婚忌避と上昇婚指向の事例
経済力や学歴に関して下降婚忌避もしくは上昇婚指向となる事例がいくつか見られる。
- 一般に高学歴が要求される医師では、日本の男女の未婚率において男性が6.1％なのに対し、女性は28.7％と大きな差がある[22]。また、女医の生涯未婚率は35.9%である[23]
- 「次世代を担う男女産婦人科医師キャリアサポート委員会」が日産婦学会員に対する調査を行った結果、産婦人科女性医師の未婚率、離婚率は男性より高く、子どもの数は少ないことがわかった[24]。また、女性医師の43.3%が「産婦人科医であることが結婚や婚活の妨げになる」と感じていて、女性医師の配偶者は産婦人科医を含む医師が多く（63.9%、内、産婦人科医14.0%）、男性医師の配偶者は専業主婦が53.7%を占めていた[24]。
- タイの都市部の高学歴の女性は理想の相手を見つけることが出来ないため、結婚を避けるようになってバンコクの合計特殊出生率は0.8になったと言われている[25]。
- 香港の女性の中には、不動産王の末裔と結婚しようとする人はほとんどいないが、多くの女性は月収が8万香港ドル(約111万円)から10万香港ドル(約139万円)の男性との結婚を目指している[26]。なお香港の男性は経済的な関係のため、中国本土の女性と結婚する割合が増加している[27]。
- ノルウェーでは、2008年の調査では10人の女性のうち7人が男性が主たる家計の支持者であることを好む[28]。2023年の調査でもノルウェー女性の上昇婚の姿勢は変化していない[3]。
- アメリカにおいて黒人女性の大学進学率は57％であるものの、黒人男性の大学進学率は48％に過ぎず、さらに黒人男性の収監率は黒人女性や他の人種と比べて高く、黒人女性は黒人男性を選好する（既婚黒人女性の96％は黒人男性の配偶者）ため、1970年には30歳から44歳までの黒人女性の婚姻率は62％であったが、2007年には44％にまで下がった[29]。なお、希少である高学歴の黒人男性の既婚率も低下している[29]。これはカジュアル・デートやセックス市場でも大きな交渉力を持ち、結婚を先送りしてカジュアル・セックスを楽しめるからだと考えられる[29]。

## 男性が上方婚しない女性を拒否する姿勢を示す統計や事例
上方婚しない女性を男性が不快に感じる事もいくつかの調査から明らかになっている。 
- 欧州社会調査（英語版）のデータ分析では、女性が収入を得ているが男性が収入を得ていない場合に男性は最も幸福度が低くなる[30]。また、アメリカの所得動態に関する縦断研究（英語版）では女性が働き始め収入が男性の40%を超えると苦痛を感じる事も指摘されており、「男らしくあること」を求めるジェンダー規範が原因と考えられている[31]。
- 日本でも「男性が経済的にリードするべき」という価値観が根強いため専業主夫の男性が劣等感を感じ、結婚相談所も専業主夫になる男性を探すのは難しいという見解を示している[32]。

## 同類婚の事例
人間には自分と似た性質をもった人と繋がりやすい傾向であるホモフィリーが存在する。実際に恋人たちは教育水準や政治的意見が近いという調査結果がある。更には、収入、各種身体的魅力(身長、体重、美醜)についてでさえ、当人とよく似た相手と収まっていることを示す論文は多くある。
- ベルギー、デンマーク、フィンランド、フランス、ドイツ、ギリシャ、アイルランド、オランダ、ポルトガル、スペイン、スウェーデン、イギリスの欧州12か国を対象にした2012年の調査では、結婚市場では男女ともに自分と同じ学歴の、同じ要求水準の収入の相手を好む場合が一般的であった（年齢においては、男性は20代半ばの女性を、女性は自分より若干年上の男性を好むが、これは最も重要な要素とはなっていない）[36]。1941年生から1980年生までの年代別調査では、かつて厳しかった、女性による男性の収入に対する要求水準は、男性による要求水準と同レベルになりつつある[36]。
- イギリスの公共政策研究所による2012年の調査では、同類婚の割合は1958年生の女性の39%から、1970年生の45%、1976年生から1981年生の56%へと増加している[37]。
- 2012年の国際社会調査プログラム調べでは、世界41か国のうちで、「夫と対等かそれ以上に稼いでいる」と回答した女性の割合が5割を超えている国にはインド (52.9%)、ポルトガル (52.0%)、スイス (51.9%) があり、その他4割を超えている国も9か国、3割を超えている国も22か国存在する[38]。
- 第7回世界価値観調査（2017年から2022年まで）において、66の国と地域のうちで、自らを「主たる家計支持者」と回答した女性の割合が4割を超えている地域にはロシア (55.6%)、スロバキア (46.0%)、ウルグアイ (45.3%)、アンドラ (44.2%)、モンゴル (44.0%)、プエルトリコ (43.6%)、カナダ (42.5%)、アルゼンチン (41.8%)、チェコ (41.1%)、北アイルランド (40.6%) があり、その他3割を超えている地域も12か国存在する[39]。
- 2023年のピュー研究所調査では、アメリカで妻が夫と同等かそれ以上に収入を得ている世帯が異性婚のほぼ半数に達し、50年間で約3倍増している[40]。
- 2007年と2011年の所得と生活状況に関するEU統計においては、EU加盟国すべてにおいて同類婚の割合が半分を超えている（このうちオーストリア、ドイツ、チェコ、ルーマニアを除くすべてのEU加盟国では、女性の学歴・経済的下降婚が2番目に盛んである）[41]。
- 2012年のOECD生徒の学習到達度調査に表れる両親の学歴では、64の国と地域のうち5か所で8割以上、14か所で7割以上、40か所で6割以上が同類婚を行っている（すべての平均では同類婚が67.64%、上昇婚が15.28%、下降婚が17.09%）[42]。
- 欧州社会調査、国際応用システム分析研究およびウィーン人口統計研究所の2012年までのデータでは、ヨーロッパ地域のカップルの約64%が学歴同類婚を行っている（女性が自分より高学歴あるいは低学歴の男性と交際する割合は約18%ずつと拮抗し、男性が自分より高学歴の女性と交際する割合は約16%、低学歴の女性と交際する割合は約21%であった）[43]。
- スウェーデン、チェコ、スロバキア、ポーランド、ハンガリー、イタリアの6か国では、1990年から2016年前の間に女性の絶対的学歴同類婚が増加した[44]。
- 国立社会保障・人口問題研究所の調査では、1980年から2010年までの間に日本では高卒・大卒女性の下降婚忌避選好は年々弱まり、高卒者および中卒者同士の同類婚選好は強まっている[45]。
- 1964年前後に生まれた東大女子学生126人について2004年に集計されたデータでは、結婚している105人のうち、夫も東大卒という人が70人いた。東大以外の国公立大卒を含めると、94人になる[46]。なお、橘木科学研究費調査に基づく年収1000万以上の東大卒男性19人の妻の学歴と勤務状況に関する調査では、妻の学歴が短大卒4名、大学卒（ハーバード、京大、慶応、上智、お茶の水、津田塾、フェリスなど名門）が13名であり、勤務状況は専業主婦が12名であった[47]。
- 2007年に発表された日経メディカルオンラインの調査では、女性医師（140人）の配偶者の職業は、医師が67.9％、医療従事者が6.4％、その他が25％、無回答が0.7％であった[48]。一方、男性医師（170人）の配偶者の職業は、医師が22.9％、医療従事者が36.5％、その他が38.8％、無回答が1.8％であった[48]。
- 2008年に調査が実施された「法律家の仕事と家庭のバランスに関する調査」によると、日本女性法律家協会会員318人の配偶者の職業は、弁護士が48.11％、裁判官が9.12％、検察官が4.40％、会社員が12.26％、無職が3.14％、その他が21.38％であった[49]。日本弁護士連合会の女性395人の配偶者の職業は、弁護士が42.53％、裁判官が2.78％、検察官が1.77％、会社員が25.82％、無職が2.78％、その他が23.4％であった[49]。一方、日本弁護士連合会の男性631人の配偶者の職業は、無職が63.39％、その他が24.72％、無回答が1.43％、弁護士が6.66％、裁判官が0.32％、検察官が0.16％であった[49]。
- 文部科学省「平成13・14年度科学技術振興調整費科学技術政策提言プログラムによる調査結果」から明らかになった研究者の配偶者について、女性研究者の配偶者の職業は、大学教員・研究者などが51.9％、その他教員（小中高教師など）が1.9％、その他勤め人が33.8％、自営業・自由業が5.3％、派遣・パート・アルバイトが0.6％、学生が0.8％、無職が0.5％、その他が4.4％、無回答が0.9％であった[50]。男性研究者の配偶者の職業は、無職が43.2％、その他勤め人が20.8％、派遣・パート・アルバイトが11.9％、大学教員・研究者などが10.3％、その他教員（小中高教師など）が5.4％、その他が4.7％、自営業・自由業が2.4％、無回答が0.8％、学生が0.7％であった[50]。
- ハリウッド俳優トップ400人を調査した研究では、ハリウッドスターの結婚や恋愛事情は一般の米国平均とそれほど変わらなかった。そして職業の性質上、学歴はそれほど職業で重視されないが、ハリウッドスターは自分と同程度の学歴を持つ配偶者を選んでいた[51]。
- アメリカでは1960年にはどちらも大学卒という組み合わせは全米のカップルのわずか3%であったが、2010年には25%になっていた[52]。また、名門校出身同士の結婚も増加している[53]。

学歴や経済力で同類婚が生じると、高収入同士のカップルであるパワーカップルと低収入同士のカップルであるウィークカップルとの間で世帯間格差ができ、社会の格差が広がるという指摘がある。

## 下降婚の事例
- ロデリック・ダンカンの研究によると、1940年にはアメリカの高卒女性の45%は高校終了未満の男性と結婚していて、カレッジ入学以上の男性と結婚した高卒女性は20%程度しかいなかった[56]。1960年には高卒女性のうち高校未終了の男性と結婚した女性は33%で、カレッジ入学以上の男性と結婚した女性は23%であった[56]。1990年になると、カレッジ以上の学歴を持つ男性と結婚する女性の方が多くなった[56]。このような推移をした理由として考えられるのは、昔は高校を卒業していない男性でも高卒の妻以上の収入が得られたものの、ここ30年間で低学歴労働者の賃金が低下し、女性の賃上げがあり男女の賃金格差は縮まり、低学歴女性も自分以上の学歴の男性を求めるようになったというものである[56]。
- 2012年の国際社会調査プログラムにおいて女性の学歴下降婚が3分の1を上回っている諸国には、ベネズエラ (45.2%)、ポーランド (38.0%)、スウェーデン (37.0%)、クロアチア (35.4%)、フィンランド (34.8%)、リトアニア (33.3%)、インド (33.1%)、フランス (30.6%) がある[57]。
- ベルギー、デンマーク、フィンランド、フランス、ドイツ、ギリシャ、アイルランド、オランダ、ポルトガル、スペイン、スウェーデン、イギリスの欧州12か国を対象にした1941年生から1980年生までの年代別調査では、女性の上昇婚割合は減少し、下降婚割合が増加している[36]。
- 日本家族社会学会全国家族調査委員会が2004年に実施した「第2回家族についての全国調査」では、バブル期を除いて女性の学歴下降婚は増加傾向にある[58]。
- オーストリアでは、1990年から2007年までに女性の学歴同類婚は減少し、下降婚が増加している[59]。
- ベルギーでは、1940年代生から1975年生までの女性において学歴上昇婚が減少傾向にあり、1910年生から1975年生までの女性において学歴下降婚は増加傾向にある[60]。
- 中国では、1980年から2015年までに女性の学歴下降婚が増加している[61]。
- 韓国では、1993年から2009年までに大卒女性の下降婚が増加している[62]。また韓国統計庁データによると、結婚5年目までの新婚世帯のうち、夫が収入を持たない専業主夫である世帯の割合は、調査開始年度の2015年の13.6%から2021年の16.7%まで増加している[63]。
- 2004-2005年のフランスの「家族と雇用主に関する調査」においては、25歳から30歳の女性の学歴下降婚割合は、40歳から50歳の女性のおよそ2倍である[64]。労働力調査に基づいた30歳から60歳までの同棲カップル研究においても、女性の学歴下降婚の頻度は2000年ごろに上昇婚の頻度と逆転した（同様に、高学歴女性の未婚率も低下している）[64]。
- スウェーデン、チェコ、スロバキア、ポーランド、ハンガリー、イタリアの6か国では、1990年から2016年前の間に女性の絶対的学歴下降婚が増加した[44]。
- Esteve, García-Román and Permanyer (2012) によると、全大陸の様々な発展レベルの51か国で、2000年代初頭までに26か国で女性の下降婚が上昇婚を上回るようになった[64]。
- 欧州社会調査、国際応用システム分析研究およびウィーン人口統計研究所の2012年までのデータでは、1970年代生に優勢であった女性の学歴下降婚は、1950年代生に優勢であった上昇婚を逆転している[43]。また、高学歴女性が高学歴男性とパートナーになる確率は大幅に低下し、未婚でいるよりも中程度学歴の男性とパートナーになる確率が増加している（未婚率は高学歴男性において増加している）[43]。
- ポルトガルでは、1998年の新婚夫婦のうち女性の学歴上昇婚が14.1%であったのに対し、下降婚は24.3%であった[65]。
- Monaghan (2014) によると、1980年から2010年までに調査された先進国26か国中、13か国で若い同棲カップルの女性の相対的下降婚傾向が上昇婚傾向より強くなっている[64]。これを補強する各国の研究として、アメリカの Rose (2004)、Schwartz and Mare (2005)、中国の Qian (1998)、スペインの Esteve and Cortina (2006)、フィンランドの Mäenpää and Jalovaara (2014)、南米の Esteve and McCaa (2007)、López-Ruiz et al. (2009)、Rodríguez (2014) がある[64]。
- ルクセンブルク所得調査データベースによると、妻が唯一の、または主要な稼ぎ手である夫婦の割合は、1975年から2016年までにスロベニア、アイルランド、イギリス、スウェーデン、ポーランド、ルクセンブルク、チェコ、カナダ、フィンランド、フランス、ドイツ、イタリア、オランダ、スペイン、オーストラリア、ベルギー、オーストリア、アメリカ、デンマークで増加している[66]。
- アメリカの国勢調査データでは、共働き世帯のうちで妻の収入が夫の収入を上回る割合は、1981年の15.9%から2021年の30.6%まで増加傾向にある[67]（2023年のピュー研究所調べでは、妻が主要ないし唯一の稼ぎ手である世帯は16%[40]）。住宅を所有する既婚世帯のうちで女性が世帯主である割合も、1990年の7.9%から2021年の43.1%まで増加している[68]。また2011年の統計では、年収が10万ドルを超える女性の3分の1が、自分以下の収入の男性と結婚している[69]。
- イギリスの公共政策研究所の2012年の調査では、女性の上昇婚と下降婚の割合は、1958年生での38%対23%から、1970年生での32%対23%へ、そして1976年生から1981年生での16%対28%へと逆転している[37]。国家統計局調べでは、妻の収入が夫より多い世帯の割合は、2004年の19.8%から2019年には23.3%まで増加している[70]。
- カナダ統計庁のデータでは、妻の収入が夫より多い世帯の割合は、1976年の8.5%から2010年の31.4%まで増加している[71]。
- 欧州所得・生活状況調査によると、2010年の共稼ぎ世帯全体の平均において、リトアニアでは世帯収入に対する女性の収入の割合が50%を超えている（専業主婦世帯を含めても約40%に達する）[41]。2007年および2011年の同調査によると、リトアニア、ラトビア、スロベニアにおいて、女性側の収入の方が多い共稼ぎ世帯が、子供のいない世帯で40%を超え、4歳以上の子供がいる世帯で30%を超える[41]。